# Carlo Dibiasi
Karl Dibiasi, detto Carlo (Cornedo all'Isarco, 19 ottobre 1909 – Bolzano, 28 ottobre 1984), è stato un tuffatore italiano, presente alle Olimpiadi di Berlino del 1936.
Era il padre di Klaus Dibiasi, uno dei più grandi tuffatori di sempre.

## Biografia
Negli anni sessanta fondò a Bolzano la scuola tuffi, dove divenne allenatore del figlio, Klaus e di Giorgio Cagnotto. In questa veste è considerato un esponente di livello internazionale. Dal 2006 è stato inserito, nono italiano presente, nella International Swimming Hall of Fame.

## Risultati principali
- 4 titoli ai Campionati italiani assoluti estivi da 10 metri dal 1933 al 1936
- 10º alle Olimpiadi di Berlino da 10 m